# Citrus (Californie)
Pour les articles homonymes, voir Citrus (homonymie).
Citrus est une census-designated place située dans le comté de Los Angeles, dans l’État de Californie, aux États-Unis. Sa population s’élevait à 10 866 habitants lors du recensement de 2010, dont une majorité de Latinos.

## Démographie
| Groupe            | Citrus | Californie | États-Unis |
| ----------------- | ------ | ---------- | ---------- |
| Blancs            | 54,3   | 57,6       | 72,4       |
| Autres            | 30,4   | 17,4       | 6,4        |
| Asiatiques        | 7,9    | 13,1       | 4,8        |
| Métis             | 4,1    | 4,9        | 2,9        |
| Afro-Américains   | 2,2    | 6,2        | 12,6       |
| Amérindiens       | 1,1    | 1,0        | 0,9        |
| Total             | 100    | 100        | 100        |
|                   |        |            |            |
| Latino-Américains | 72,8   | 37,6       | 16,7       |

Selon l'American Community Survey, en 2010, 54,07 % de la population âgée de plus de 5 ans déclare parler l’espagnol à la maison, 36,86 % déclare parler l’anglais, 3,50 % le tagalog, 1,55 % une langue chinoise, 1,43 % l'hindi, 0,54 % le japonais et 2,05 % une autre langue.
| 1980   | 1990  | 2000   | 2010   | - | - |
| ------ | ----- | ------ | ------ | - | - |
| 12 450 | 9 481 | 10 581 | 10 866 | - | - |